# Скандинавские имена
Скандинавские имена используются в Дании, Швеции, Исландии и Норвегии, а также в Финляндии (за счёт большого количества проживающих в стране шведов-скандинавов). Подавляющее большинство скандинавских имён имеет германское или библейское происхождение, также как и другие имена Запада (включая русские), но есть и немало исконно североевропейских имён. Большинство имён происходит от древнейших германских корней, посвящённых животным-тотемам: например «ольв» («ульв») означает «волк», «бьорн» («бьёрн») — «медведь» и т. д.
У древних скандинавов, как у и многих народов на первых этапах развития, различие между прозвищем и полноценными именем фактически не ощущалось. Таким образом, составление имени для новорождённого было достаточно простой процедурой. Имя могло меняться с течением жизни: вместо старого, данного при рождении, давалось новое, как правило, соответствующее определённым признакам и качествам человека, и в этом случае граница между именем и прозвищем становится практически неразличима.
Примерно до начала XX века большинство скандинавов не имело фамилии. В Исландии до сих пор фамилия является редкостью. Скандинавы использовали отчества, так, например, Андре Йоханссон означает «Андре, сын Йохана». Женщины могли добавлять и имя матери — Халла Гудрунсдоуттир, «Халла, дочь Гудрун».
Среди представителей правящей монаршей династии имена наследников избирались особенно тщательно. Будущим правителям никогда не давались христианские имена, часто дети конунгов именовались в честь их языческих предков. Самыми популярными именами для будущих конунгов были Магнус, Олав (Олаф), Харальд, Эйстейн и Сигурд. В XI—XII вв. на норвежском престоле побывало, по меньшей мере, 6 конунгов по имени Магнус, четыре Олава и три Сигурда.